# Liste der Kernkraftwerke in der Slowakei
Mit Stand Januar 2023 werden in der Slowakei an 2 Standorten 4 Reaktorblöcke mit einer installierten Nettoleistung von zusammen 1868 MW betrieben; 2 weitere Blöcke an einem Standort mit einer installierten Nettoleistung von zusammen 880 MW sind im Bau und 3 Blöcke an einem Standort mit einer installierten Nettoleistung von zusammen 909 MW wurden bereits endgültig stillgelegt. Der erste kommerziell genutzte Reaktorblock ging 1972 in Betrieb.
In der Slowakei wurden 2011 in Kernkraftwerken insgesamt 14,3 Mrd. kWh (Netto) erzeugt; damit hatte die Kernenergie einen Anteil von 54 Prozent an der Gesamtstromerzeugung. Im Jahr 2023 wurden 18,344 Mrd. kWh erzeugt; damit betrug ihr Anteil 61,3 Prozent an der Gesamtstromerzeugung.

## Karte
| Bohunice |

| Mochovce |

## Tabelle
| Name     | Block | Reaktor- typ | Modell     | Status      | Leistung [MWe] | Leistung [MWe] | Therm. Leistung [MWt] | Bau- beginn | Erste Kritikalität | Erste Netz- synchro- nisation | Kommer- zieller Betrieb (geplant) | Abschal- tung (geplant) | Ein- speisung [TWh] |
| Name     | Block | Reaktor- typ | Modell     | Status      | Netto          | Brutto         | Therm. Leistung [MWt] | Bau- beginn | Erste Kritikalität | Erste Netz- synchro- nisation | Kommer- zieller Betrieb (geplant) | Abschal- tung (geplant) | Ein- speisung [TWh] |
| -------- | ----- | ------------ | ---------- | ----------- | -------------- | -------------- | --------------------- | ----------- | ------------------ | ----------------------------- | --------------------------------- | ----------------------- | ------------------- |
| Bohunice | A1    | HWGCR        | KS 150     | Stillgelegt | 93 (110)       | 143            | 560                   | 01.08.1958  | 24.10.1972         | 25.12.1972                    | 25.12.1972                        | 22.02.1977              | 0,92                |
| Bohunice | 1     | PWR          | VVER V-230 | Stillgelegt | 408            | 440            | 1375                  | 24.04.1972  | 27.11.1978         | 17.12.1978                    | 01.04.1980                        | 31.12.2006              | 71,57               |
| Bohunice | 2     | PWR          | VVER V-230 | Stillgelegt | 408            | 440            | 1375                  | 24.04.1972  | 15.03.1980         | 26.03.1980                    | 01.01.1981                        | 31.12.2008              | 76,96               |
| Bohunice | 3     | PWR          | VVER V-213 | In Betrieb  | 466            | 500            | 1471                  | 01.12.1976  | 07.08.1984         | 20.08.1984                    | 14.02.1985                        | –                       | 120,15              |
| Bohunice | 4     | PWR          | VVER V-213 | In Betrieb  | 466            | 500            | 1471                  | 01.12.1976  | 02.08.1985         | 09.08.1985                    | 18.12.1985                        | –                       | 119,27              |
| Mochovce | 1     | PWR          | VVER V-213 | In Betrieb  | 467 (408)      | 500            | 1471                  | 13.10.1983  | 09.06.1998         | 04.07.1998                    | 29.10.1998                        | –                       | 81,90               |
| Mochovce | 2     | PWR          | VVER V-213 | In Betrieb  | 469 (408)      | 500            | 1471                  | 13.10.1983  | 01.12.1999         | 20.12.1999                    | 11.04.2000                        | –                       | 77,34               |
| Mochovce | 3     | PWR          | VVER V-213 | In Betrieb  | 440            | 471            | 1375                  | 27.01.1987  | 22.10.2022         | 31.01.2023                    | 17.10.2023                        | –                       | 1,95                |
| Mochovce | 4     | PWR          | VVER V-213 | In Bau      | 440            | 471            | 1375                  | 27.01.1987  | (geplant 2025)     | (geplant 2025)                | (geplant 2025)                    | –                       | –                   |

## Bedeutung der Kernkraftwerke
Für die Slowakei sind Kernkraftwerke durchaus wichtig: Der Bau von Mochovce im Jahr 2023 wurde von einem Großteil der Bevölkerung unterstützt, um die Klima- und Energiekrise zu bekämpfen. Zudem stammt die Hälfte des Stroms in der Slowakei aus Kernenergie. Die slowakische Regierung betrachtet die Kernenergie als eine strategische Ressource und strebt die Energieunabhängigkeit von anderen Ländern an.